# Trinxat
Il trinxat è un piatto diffuso nei Pirenei, in particolar modo nelle comarche catalane della Cerdagna e dell'Alt Urgell e nell'Andorra.
Il trinxat è a base di cavoli e patate che, dopo essere stati bolliti, vengono mescolati insieme e saltati in padella con carne di maiale. Il piatto viene spesso consumato con le aringhe salate o il pane.